# エドワード・プレスコット
エドワード・クリスチャン・プレスコット（Edward Christian Prescott、1940年12月26日 - 2022年11月6日 ）は、アメリカ合衆国の経済学者。
ニューヨーク州グレンズフォールズ生まれ。ミネアポリス連邦準備銀行に籍を置いた経済学者、且つアリゾナ州立大学W.P.ケアイ商業学部教授を務めた。
動的マクロ経済学への「経済政策の時間的整合性及び、ビジネスサイクルの背後にある推進力」なる貢献により2004年のノーベル経済学賞をフィン・キドランドと共同受賞した。この研究はキドランドとプレスコットの二人がカーネギーメロン大学テッパー・スクール・オブ・ビジネスで友誼を深めた時分に主になされたものである。
2009年1月、プレスコットは250人以上の他の経済学者や教授とともにバラク・オバマ大統領による2009年アメリカ復興・再投資法に反対する公開書簡に署名し、ニューヨーク・タイムズやアリゾナ・リパブリックなどの新聞に有料広告として掲載された。
2022年11月6日、癌のため81歳で死去した。

## 略歴
- 1940年　ニューヨーク州グレンズフォールに生まれる。
- 1962年　スワースモア大学で数学の学士号（B.A.）を取得（スワースモア大学ではデルタユプシロン友愛会のメンバー）。
- 1963年　ケース・ウェスタン・リザーブ大学でオペレーションズ・リサーチの修士号（M.S.）を取得。
- 1967年　カーネギーメロン大学テッパー・スクール・オブ・ビジネスで経済学の博士号（Ph.D.）を取得。
- 1966年～1967年　ペンシルヴァニア大学経済学部の講師を務める。
- 1967年～1971年　ペンシルヴァニア大学経済学部の助教授となる。
- 1971年～1972年　カーネギーメロン大学Graduate School of Industral Administrationの経済学の助教授となる。
- 1972年～1975年　カーネギーメロン大学Graduate School of Industral Administrationの経済学の准教授となる。
- 1975年～1980年　カーネギーメロン大学Graduate School of Industral Administrationの経済学の教授となる。
- 1978年～1979年　シカゴ大学のフォード財団客員研究教授として招聘される。
- 1980年～1998年　ミネソタ大学ツインシティー校経済学部教授となる。
- 1980年～2003年　ミネアポリス連邦準備銀行の調査部のシニア・アドバイザーとなる。
- 1998年～1999年　シカゴ大学経済学部の教授となる。
- 1999年～2003年　ミネソタ大学経済学部の教授となる。
- 2003年～2022年　アリゾナ州立大学経済学部の教授（Professor and W. P. Carey Chair）。
- 2003年～2022年　ミネアポリス連邦準備銀行の調査部シニア・マネタリー・アドバイザー。
- 2009年～2022年　アリゾナ州立大学のCenter for the Advanced Study in Economic Efficiencyのセンター長。

## 業績
- とりわけビジネスサイクル理論と一般均衡理論によりマクロ経済学界の重鎮である。
- 1977年のフィン・キドランドとの共著、『裁量ではなく規則――最適計画の非整合性』（"Rules Rather Than Discretion: The Inconsistency of Optimal Plans"）の中で彼は、中央銀行は数字で定められた厳格な目標を持つべきか、それとも金融政策の設定に自由裁量が許されるべきかに就いて分析を行っている。
- 時系列の中の変動を均すために使われたホドリック＝プレスコット・フィルターでもよくその名を残している。

## 受賞・栄誉
- アレグザンダー・ヘンデソン賞、カーネギーメロン（1967年）
- 計量経済学会のフェロー（1980年）
- アメリカ芸術科学アカデミーのフェロー（1992年）
- アーウィン・プレイン・ネンマーズ経済学賞、ノースウェスタン大学（2002年）
- ノーベル経済学賞（2004年）
- 米国科学アカデミーの会員（2008年）

## 著作

### 共著
- Barriers to Riches, with S. L. Parente, MIT Press, 2000.
- Recursive Methods in Economic Dynamics, N. L. Stokey and R. E. Lucas, Jr., with the collaboration of E. C. Prescott, Harvard University Press, 1989.

### 共編著
- Contributions in Economic Theory: Symposium in the honor of C. D. Aliprantis, co-edited with Nicholas C. Yannelis and Bernard Cornet, Journal of Mathematical Economics, 2008.
- Great Depressions of the Twentieth Century, co-edited with T. J. Kehoe, Federal Reserve Bank of Minneapolis, 2007.
- “Great Depressions of the 20th Century,” co-edited with T. J. Kehoe, Review of Economic Dynamics 5, January 2002. [Revised and expanded version published as Great Depressions of the Twentieth Century, co-edited with T. J. Kehoe, Federal Reserve Bank of Minneapolis, 2007.]
- Applied General Equilibrium Symposium issue, co-edited with T. J. Kehoe, Economic Theory 6, February 1995.
- Contractual Arrangements for Intertemporal Trade, co-edited with N. Wallace, University of Minnesota Press, 1987.

### 論文
- "Investment Under Uncertainty", with R.E. Lucas, 1971, Econometrica
- "The Multi-Period Control Problem Under Uncertainty", 1972, Econometrica
- "Equilibrium Search and Unemployment", with R.E. Lucas, 1974, JET
- "Rules Rather than Discretion: the inconsistency of optimal plans", with F.E. Kydland, 1977, JPE
- "Dynamic Optimal Taxation, Rational Expectations and Optimal Control", with F.E. Kydland, 1980, JPE
- "Time to Build and Aggregate Fluctuations", 1982, Econometrica
- "General Competitive Equilibria Analysis in an Economy with Private Information", with R.M. Townsend, 1984, IER
- "Pareto Optima and Competitive Equilibria with Adverse Selection and Moral Hazard", with R.M. Townsend, 1984, Econometrica
- "The Equity Premium Puzzle: A puzzle", with R. Mehra, 1985, JME
- "Theory Ahead of Business Cycle Measurement", 1986, FRB Minneapolis QR